# لودسلاویتسه
لودسلاویتسه (به چکی: Ludslavice) یک منطقهٔ مسکونی در جمهوری چک است که در ناحیه کرومیریژ واقع شده‌است. لودسلاویتسه ۵٫۸۴ کیلومتر مربع مساحت و ۴۹۸ نفر جمعیت دارد و ۲۱۱ متر بالاتر از سطح دریا واقع شده‌است.